# Oendui
Der Oendui (indonesisch Danau Oendui, englisch auch Lake Enduy) ist ein See auf der indonesischen Insel Roti in der Provinz Ost-Nusa-Tenggara, auf den Kleinen Sundainseln.

## Geographie
Der Oendui liegt im Distrikt Landu Leko (Regierungsbezirk Rote Ndao) auf der Halbinsel Tapuafu, die den Norden der Insel Roti bildet. Östlich befindet sich der Verwaltungssitz des Distrikts, der Ort Daeurendale. Die Fläche liegt, je nach Wasserstand und Jahreszeit, zwischen 50 und 100 ha. Anders als beim nördlich gelegenen großen Salzsee Usipoka handelt es sich beim Oendui um einen Süßwassersee. Umrahmt wird der See von einer ebenen Savanne mit schwarzer Erde und tropischem Trockenwald auf niedrigen Karsthügeln.

## Fauna
Der Oendui ist der Typusfundort von Chelodina mccordi roteensis, einer Unterart der McCords Schlangenhalsschildkröte. Das Vorkommen der Unterart ist aufgrund starker Verfolgung nur noch auf die Umgebung des Oendui und des nahegelegenen Sees Undun beschränkt und steht auch hier kurz vor der Ausrottung. Auf Roti wird von Forschern eindringlich ein Schutzgebiet gefordert, zum Beispiel auf der Halbinsel Tapuafu mit den Seen Usipoka, Undun und Oendui und den umliegenden, unberührten Feuchtgebieten von Tanjung Pukuwatu. Da dieses Gebiet eine hohe Biodiversität aufweist, könnten hier der Wissenschaft noch unbekannte Tierarten vorkommen.